# جوش فيليبس (موسيقي)
جوش فيليبس (بالإنجليزية: Josh Phillips)‏ هو موسيقي بريطاني، ولد في 19 ديسمبر 1962 في روتشستر في المملكة المتحدة.

## وصلات خارجية
- جوش فيليبس على موقع IMDb (الإنجليزية)
- جوش فيليبس على موقع ميوزك برينز (الإنجليزية)
- جوش فيليبس على موقع ديسكوغز (الإنجليزية)